# 洪州 (陕西省)
洪州，西夏设置的州。治所在今陕西省靖边县西南。
洪州本唐朝的洪门镇，宋真宗咸平四年（1001年）洪门镇被李继迁占据。夏景宗广运三年（1036年）升洪门镇置洪州。洪州属县不详。洪州位于横山界岭北侧，宥州之西南，即今陕西靖边县南境。州境多产五谷，善水草，羌户又劲勇善战，为夏国所依赖，故多为夏军发动南侵的聚兵就粮之所。蒙古帝国废除洪州，并入延安路。